# Рудольф (олень)
Рудольф, красноносый северный олень (англ. Rudolph the Red-Nosed Reindeer) — персонаж литературы и кинематографа, впервые появившийся в произведении Роберта Л. Мэя в 1939 году. Рудольф, придуманный в рамках рекламной кампании универмага Montgomery Wards, приуроченной к рождественским распродажам, с тех пор стал персонажем, в первую очередь ассоциируемым с Рождеством и Санта-Клаусом. В 1948 году на экраны вышел короткометражный анимационный фильм по стихотворению Мэя, а в 1949 году появилась рождественская песня Джонни Маркса на слова Мэя, ставшая рождественским стандартом. Образ Рудольфа был популяризован кукольным анимационным телефильмом 1964 года и полнометражным рисованным анимационным фильмом 1998 года.

## Образ
Рудольф — молодой северный олень, которого отличает от его сородичей красный светящийся нос. Это служит причиной насмешек со стороны других оленей, которые не разрешают Рудольфу присоединяться к их играм. Однако, согласно первому произведению с этим персонажем, именно светящийся нос Рудольфа оказывается бесценным для Санта-Клауса в туманный рождественский вечер, когда его сани сбиваются с пути. Рудольф освещает дорогу саням Санта-Клауса, тот успешно завершает свой рождественский тур и обещает Рудольфу позвать его в следующий раз при таких же обстоятельствах. После этого Рудольф становится знаменитостью среди прочих оленей. В более поздних вариантах и продолжениях оригинальной истории Рудольф может изначально входить в стадо оленей Санта-Клауса и совершать другие добрые поступки, например, помогая бродячему цирку или спасая бракованные игрушки.

## История
Роберт Льюис Мэй работал в Чикаго в торговой сети Montgomery Wards копирайтером, хотя мечтал о полноценной писательской карьере. При подготовке к рождественской вечеринке сотрудников сети в 1937 году Мэй вызвался написать ряд текстов шуточных песен. Как в этом, так и в следующем году его песни произвели хорошее впечатление на коллег и начальство, и в начале 1939 года ему было предложено сочинить текст для детской книги, которую будут вручать детям покупателей бесплатно в рамках рождественской кампании распродаж. Менеджер по продажам рассчитывал получить от Мэя текст, похожий на опубликованную за год до этого «Историю Фердинанда», рассказывавшую о быке, который не хотел участвовать в корриде.
Выбор персонажа быстро пал на оленя — к этому времени олени Санта-Клауса уже были регулярными действующими лицами рождественских сказок, а кроме того, дочь Мэя Барбара любила наблюдать за оленями в зоопарке. Источником вдохновения для автора послужила сказка Андерсена «Гадкий утёнок» — он решил написать историю о герое, которого дразнят за то, что он не такой, как все, но эта его особенность оказывается в конечном счёте достоинством. Имя главного героя менялось в процессе написания сказки несколько раз — в начале его звали Ролло, затем Реджинальд, и только после этого Мэй остановился на имени Рудольф. Его отличием изначально должны были стать светящиеся, как у кошек, глаза, которыми олень освещал бы путь упряжке Санта-Клауса. Однако такое качество было слишком явным достоинством и изначально превратило бы персонажа из изгоя в супергероя. Поэтому в окончательном варианте ярко светящимся стал нос Рудольфа.
По мере написания книги Мэй читал её своим детям, внося исправления в зависимости от их реакции. По его оценкам, работа над текстом заняла около 50 часов. После окончания работы, однако, оказалось трудней убедить в её достоинствах начальство: менеджер по продажам опасался, что красный нос вызовет ассоциации с пьяницами. Тогда Мэй попросил друга, Денвера Диллена, работавшего в отделе художественных принадлежностей, сделать несколько рисунков главного персонажа, на которых красный нос выглядел бы привлекательным. Это позволило добиться согласия начальства на выпуск книги, хотя определённые опасения сохранялись и дальше. Однако опасения не оправдались: за Рождество 1939 года было роздано 2,4 миллиона копий книги (с иллюстрациями Диллена), а по окончании мировой войны, в 1946 году — ещё 3,6 миллиона. Эти тиражи намного превосходили тиражи любых детских книг того времени.
В 1948 году в журнале Coronet была опубликована отличающаяся от реальной версия истории создания Рудольфа. Согласно ей Мэй изначально писал сказку для четырёхлетней Барбары, чтобы её утешить, поскольку её мать Эвелин умирала от рака. История, согласно которой руководство универмага узнало о сказке и заинтересовалось ею лишь случайно, была перепечатана в других журналах и книгах и стала более известной, чем настоящий ход событий.

## Дальнейшее развитие образа
В конце 1946 года генеральный директор Montgomery Wards Сьюэлл Эйвери передал авторские права на Рудольфа, которыми до этого владела торговая сеть, автору — Роберту Мэю. Тот в свою очередь использовал ставшего популярным персонажа в нескольких книгах-продолжениях (из которых наиболее известной стала опубликованная в 1954 году сказка «Красноносый олень Рудольф снова блистает») и основал линейку товаров с Рудольфом (ещё в 1940 году в Mongomery Wards планировали выпустить красноносого оленя в виде игрушки, но эти планы не были осуществлены). В 1958 году Мэй передал оригинальную рукопись сказки объёмом 32 страницы библиотеке Дартмутского колледжа, выпускником которого он был.
В 1947 году лейблом RCA Records была выпущена двойная грампластинка с текстом сказки Мэя. В том же году вольная интерпретация сюжета оригинальной сказки была положена на музыку шурином Мэя Джоном Д. (Джонни) Марксом. После того, как музыкальные издательства одно за другим отказались покупать песню Маркса, опасаясь, что она не понравится публике, тот основал собственное издательство St. Nicholas Music, Inc., чтобы выпустить её в виде нот. Попытки предложить её к исполнению Бингу Кросби, Дине Шор или Перри Комо провалились, но в конечном счёте её первым исполнителем стал Джин Отри, уже известный по рождественскому хиту «Here Comes Santa Claus». Первое исполнение состоялось осенью 1949 года, после чего песня была выпущена лейблом Columbia Records и три года подряд возглавляла рождественские чарты. Только за остаток 1949 года были распроданы 9 миллионов копий, и в дальнейшем песня стала одним из пяти наиболее часто исполняемых рождественских шлягеров XX века. Позже, в 1958 году, Маркс написал ещё одну песню, в которой главным героем выступает Рудольф — «Run Rudolph Run», получившую известность в исполнении Чака Берри.
Уже в 1947 году по заказу Montgomery Wards началась работа над анимационным фильмом по сказке Мэя. Фильм был создан Максом Флейшером и вышел на экран в 1948 году. В 1951 году, после обретения популярности песней Джонни Маркса «Rudolph, the Red-Nosed Reindeer», фильм был частично переснят, чтобы включить в себя эту песню. Песня Маркса в свою очередь легла в основу выпущенного к Рождеству 1964 года кукольного анимационного фильма под тем же названием. Фильм, снятый для сети NBC, представил зрителям семь новых песен, также написанных Марксом, и множество новых персонажей, некоторые из которых впоследствии стали популярны сами по себе, а создавшая его студия Rankin/Bass Productions завоевала репутацию специалистов по рождественскому кино, в дальнейшем сняв по другим рождественским хитам мультфильмы «Маленький барабанщик» (1968), «Приключения Снеговика Фрости» (1969) и «В город едет Санта-Клаус» (1970).
Кукольный анимационный фильм-сиквел «Блестящий Новый год Рудольфа» прошёл на телевидении в 1976 году, а в 1979 году был выпущен фильм «Июльское Рождество Рудольфа и Фрости», снятый по той же технологии и объединяющий двух популярных героев — Рудольфа и снеговика Фрости. Эта лента стала последней кукольной анимацией Rankin/Bass Productions. В 1998 году был выпущен полнометражный рисованный анимационный фильм, достаточно близкий по сюжету к телефильму 1964 года. Сиквел к этому фильму — «Рудольф 2: Остров потерянных игрушек» — был выпущен на видео в 2001 году; в фильме фигурируют персонажи ленты 1964 года, а с помощью компьютерной графики ему придан вид кукольной анимации.